# Kodeks Ramirez

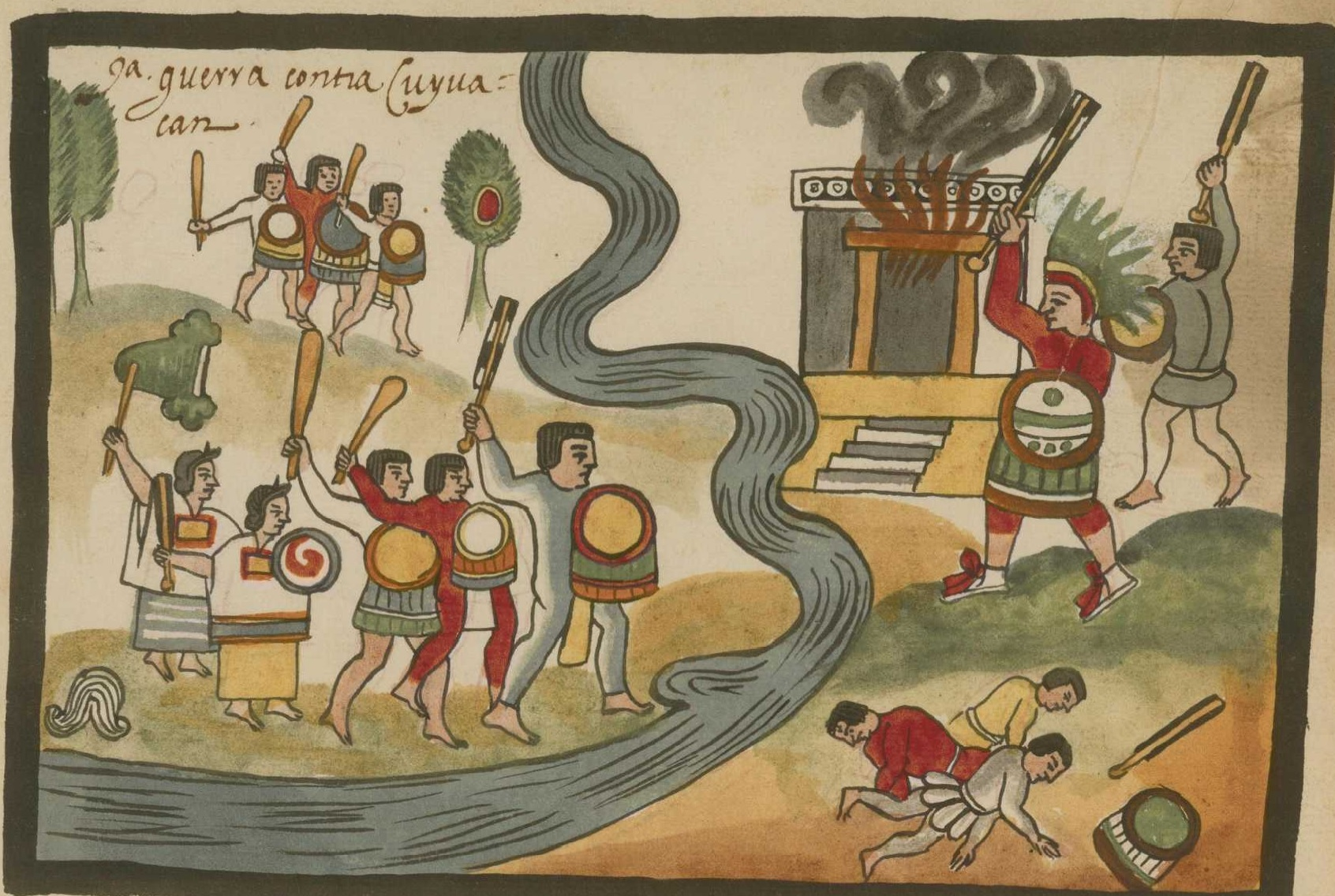
Fragment z Kodeksu Ramirez

Kodeks Ramirez – średniowieczny rękopis opisujący historię Azteków od ich wędrówki z krainy Aztlan po najazd konkwistadorów hiszpańskich.

## Opis
Kodeks Ramirez znany również jako Manuskrypt Tovar, powstał pod koniec XVI wieku i na jego całość składają się dwa rękopisy – rękopis Tovar i rękopis Olmos. Pierwszy nosił oryginalny tytuł Relación del origen de los indios que hábitan esta Nueva España según sus Historias i został napisany prawdopodobnie przez jezuitę Juan de Tovar. Bliższe badania stwierdzają, iż manuskrypt ten opierał się na innym dokumencie spisanym w języku nahuatl przez jakiegoś schrystianizowanego Indianina. Prawdopodobnie ten sam dokument był pierwowzorem dla innego rękopisu – Kodeksu Durana. Drugi manuskrypt przypisywany jest franciszkaninowi, ojcu Andrés de Olmos a jego oryginalny tytuł hiszpański brzmiał Historia de los Mexicanos por sus pinturas. Również i ten dokument opierał się na starszych rękopisach i opisywał historię Azteków od roku 1530.

## Treść

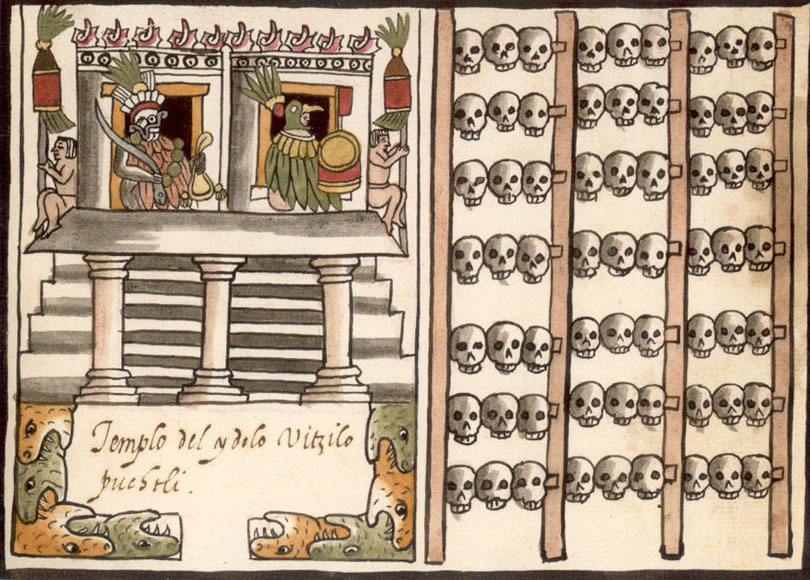
Fragment Kodeksu Ramirez przedstawiający tzompantli oraz czaszki, związane świątynią Huitzilopochtli

Kodeks Ramirez jest podzielony na cztery części. Pierwsza rozpoczyna się od startu ludu azteckiego z mitycznych siedmiu jaskiń w Aztlan jako punktu rozpoczęcia wędrówki. Część druga zawiera informacje o podróży do Coatepec w Cerro of Tula znane jako miejsce z dużą ilością ryb. Trzecia część poświęcona jest kolejnemu miejscu postoju Cerro de Chapultepec i czwarta opowiada o dotarciu do jeziora i założeniu
Tenochtitlán. Opisywane wydarzenia w kodeksie są więc najważniejszymi etapami w historii Azteków i ich kontaktów z mieszkańcami Doliny Meksykańskiej poczynając od zawiązaniu silnej koalicji, która zniszczyła miasto Chapultepec stolicę Tepanecs a kończąc na założeniu miasta w 1322 i jego historii do 1529 roku. Kodeks zawiera również cenne informacje na temat wyglądu wojowników,
obrazowe opisy bitw, rysunki kobiet Azcapotzalco, proszących o łaskę Azteków oraz opisuje jakieś nieznane aspekty azteckiej religii.
Całość została wykonana prostą techniką tubylczą i napisana w języku hiszpańskim.

## Historia
Rękopis Tovar został odkryty w 1856 przez José Fernando Ramírez w bibliotece klasztoru San Francisco w Meksyku. Tam wykonał dwie kopie rękopisu, gdzie jedna znajduje się obecnie w Meksykańskim Narodowym Muzeum Antropologii, a drugi w bibliotece Johna Cartera Browna, na wyspie Rhode.
Rękopis Olmos został po raz pierwszy opublikowany i przetłumaczony przez XIX-wiecznego historyka Henry'ego Phillipsa Jr. w 1880 roku. Nadał on nazwę kodeksowi po biskupie Ramírez de Fuenleal, który jako pierwszy określił jego wiek na 1532 rok.
Obecnie Kodeks Ramirez znajduje się w Bibliotece Uniwersytetu Teksasu w Austin.